# Don Satijn
Don Satijn (Maastricht, 11 mei 1953) is een Nederlands musicus, componist, en beeldend kunstenaar, werkzaam als beeldhouwer, installatiekunstenaar, performancekunstenaar, en graficus.

## Levensloop
Don Satijn is geboren in Maastricht, en groeide op in Rotterdam. Hij studeerde van 1973 tot 1979 aan het Rotterdams Conservatorium, waar hij vanaf 1976 tot en met 2010 les in conceptontwikkeling heeft gegeven.
In de jaren 80 ontwikkelde hij enige muziekwerken voor theater, onder andere voor het Penta Theater van Nico Okkerse. Later in 1993 samen met Henri van Zanten promotie voor een Europees volkslied.
Van 1990 tot 1993 volgde Satijn nog een studie aan de Academie voor Beeldende Kunsten te Rotterdam. Daarna begon hij naast zijn docentschap een beroepspraktijk als beeldend kunstenaar in Rotterdam. Over de essentie van zijn werk zegt hij zelf:
Mijn werk is gebaseerd op universele harmonische principes. Oneindige reeksen varianten, de gulden snede, magische vierkanten en taal vormen de basiselementen voor beelden, wandreliëfs en twee dimensionaal werk...
Satijn werkt als beeldend kunstenaar in beton, hout en staal, en bracht daarnaast in eigen beheer meerdere publicaties uit over zijn werk. Rond 1994 zette hij zijn artistiek werk The Stone Company op, een artistiek organisatorisch kader om zijn veelzijdige werk uit te dragen. Met de jaren had hij een reeks exposities in Rotterdam en omstreken, en hier en daar in het buitenland. Zo was hij regelmatig te zien bij Gallery Nine in Amsterdam.

## Werk

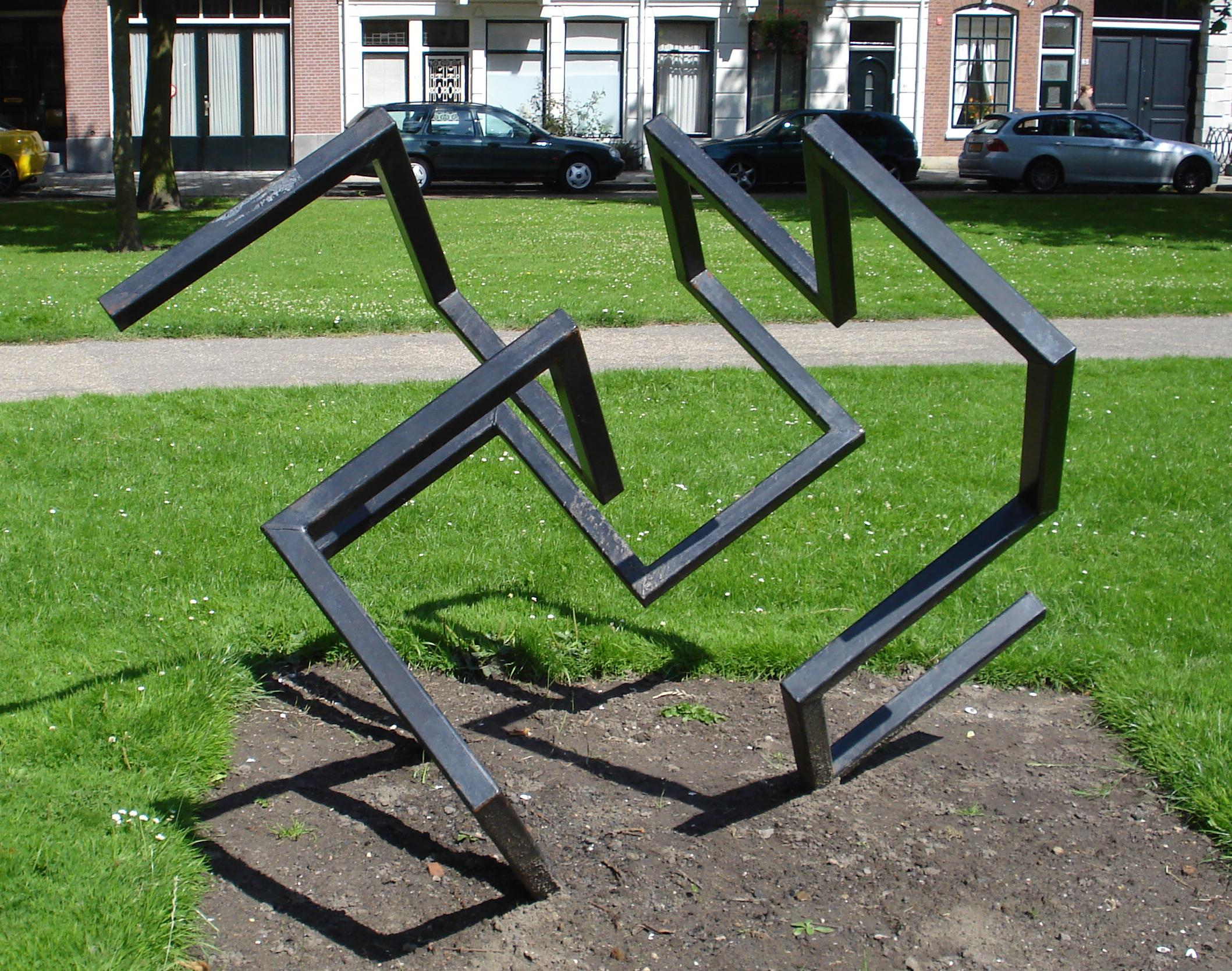
Lines XXII, Plantage, Schiedam 2009

### Exposities, een selectie
- 1992. Expositie 21, Galerie Gribus Art Movement, Rotterdam.[9]
- 1994. The Stone Company, Paradise Rergained, Rotterdam.
- 1995. The Stone Company II, RAM Galerie Rotterdam.
- 1998. Karakters, Galerie Multiple XX, Rotterdam.
- 2002. Multiluisteren, TENT Rotterdam.
- 2010. Galerie 300%, Rotterdam.

### Publicaties, een selectie
- Don Satijn & Tom Croes (fotografie). Satijn, Don - The Stone Company. Rotterdam : The Stone Company. 1994.
- Don Satijn. Don Satijn 1990 - 2010. Overzichts catalogus 20 jaar, 2010.